# 정복자 캉
정복자 캉(영어: Kang the Conqueror)은 마블 코믹스의 슈퍼빌런 캐릭터이다. 본명은 너새니얼 리처즈(Nathaniel Richards)로, 시간여행을 통해 30세기에서 건너온 정복자 악당이자 왕이다. 1964년 9월 《어벤저스》 8호에 첫 등장한 이래 어벤저스, 영 어벤저스 등과 싸웠다.

## 담당 배우

### 영화
- 앤트맨과 와스프: 퀀텀매니아(2023) - 조너선 메이저스

## 담당 성우

### TV 애니메이션
- 어벤저스: 뭉치면 산다(1999) - 켄 크레이머
- 어벤저스: 지구 최강의 영웅들(2013) - 조너선 애덤스
- 어벤저스 어셈블(2015) - 스티븐 블룸